# Епархия Конголо
Епархия Конголо (лат. Dioecesis Kongoloensis) — епархия Римско-Католической Церкви с центром в городе Конголо, Демократическая Республика Конго. Епархия Конголо входит в митрополию Лубумбаши.

## История
30 июня 1911 года Святой Престол учредил апостольский префектура Конголо, выделив её из апостольский викариат Леопольдвиля (ныне — архиепархия Киншасы).
18 июня 1935 года апостольская префектура Конголо была преобразована в апостольский викариат.
10 ноября 1959 года апостольский викариат Конголо был преобразован в епархию буллой Cum parvulum Римского Папы Иоанн XXIII.

## Ординарии епархии
- епископ Emilio Callewaert (1912–1922);
- епископ Luigi Lempereur (1922–1930);
- епископ Georges Joseph Haezaert (1931–1949);
- епископ Gustave Joseph Bouve (1950–1970);
- епископ Jérôme Nday Kanyangu Lukundwe (1971–2007);
- епископ Oscar Ngoy wa Mpanga (2007 — по настоящее время).